# Museo Ferroviario Sardo
Il Museo Ferroviario Sardo è un museo ferroviario di Cagliari, inaugurato nel 1985 all'interno della stazione di Cagliari.
È gestito dall'Associazione Sarda Treni Storici "Sardegnavapore" ed è di proprietà di Rete Ferroviaria Italiana.

## Storia

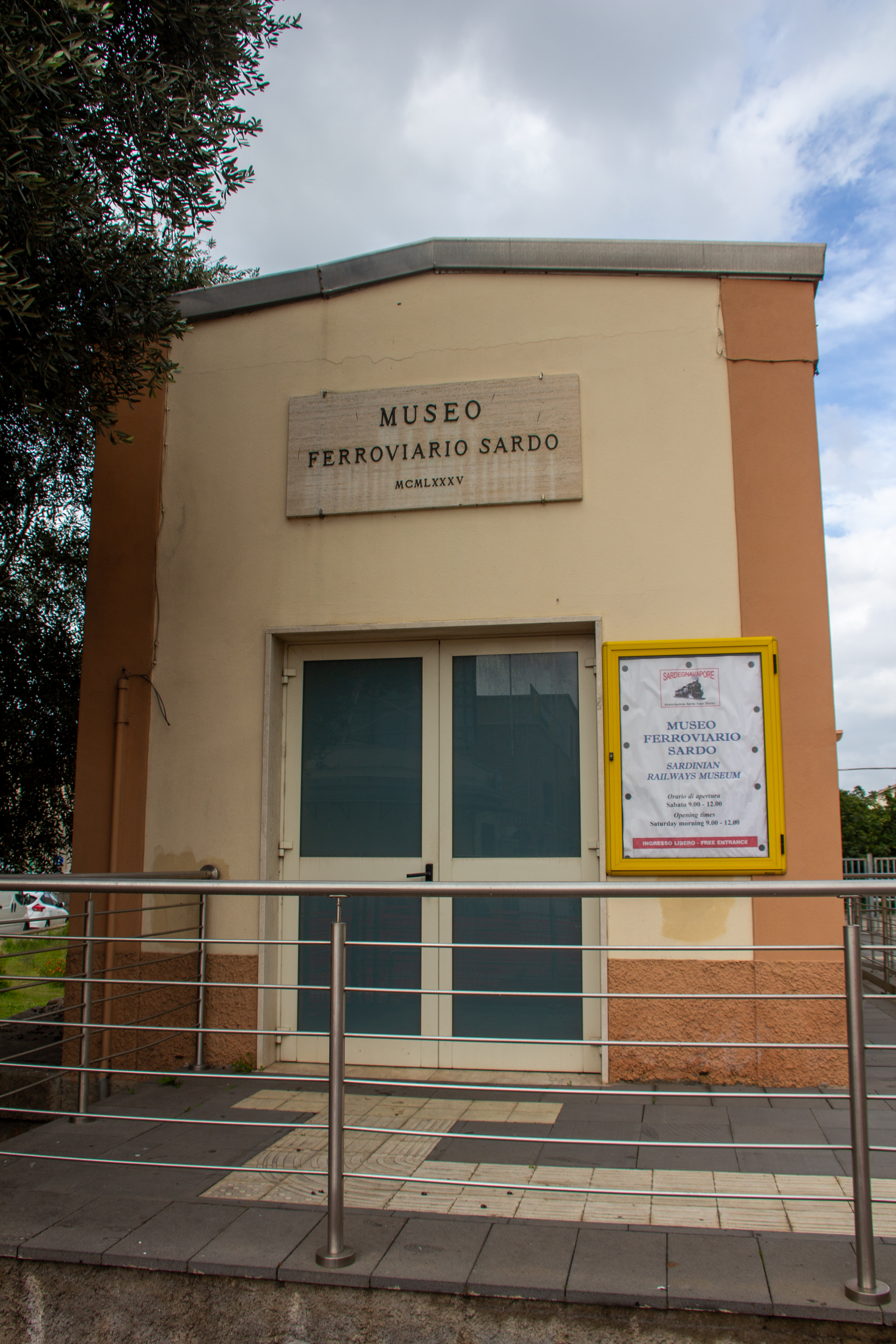
L'ingresso del museo

Il museo viene inaugurato nel 1985 per ospitare gli oggetti che erano stati usati in una mostra avvenuta l'anno prima nella Cittadella dei musei in occasione del centenario delle ferrovie in Sardegna.
Si trova nella stazione di Cagliari, più precisamente in un ex magazzino merci.

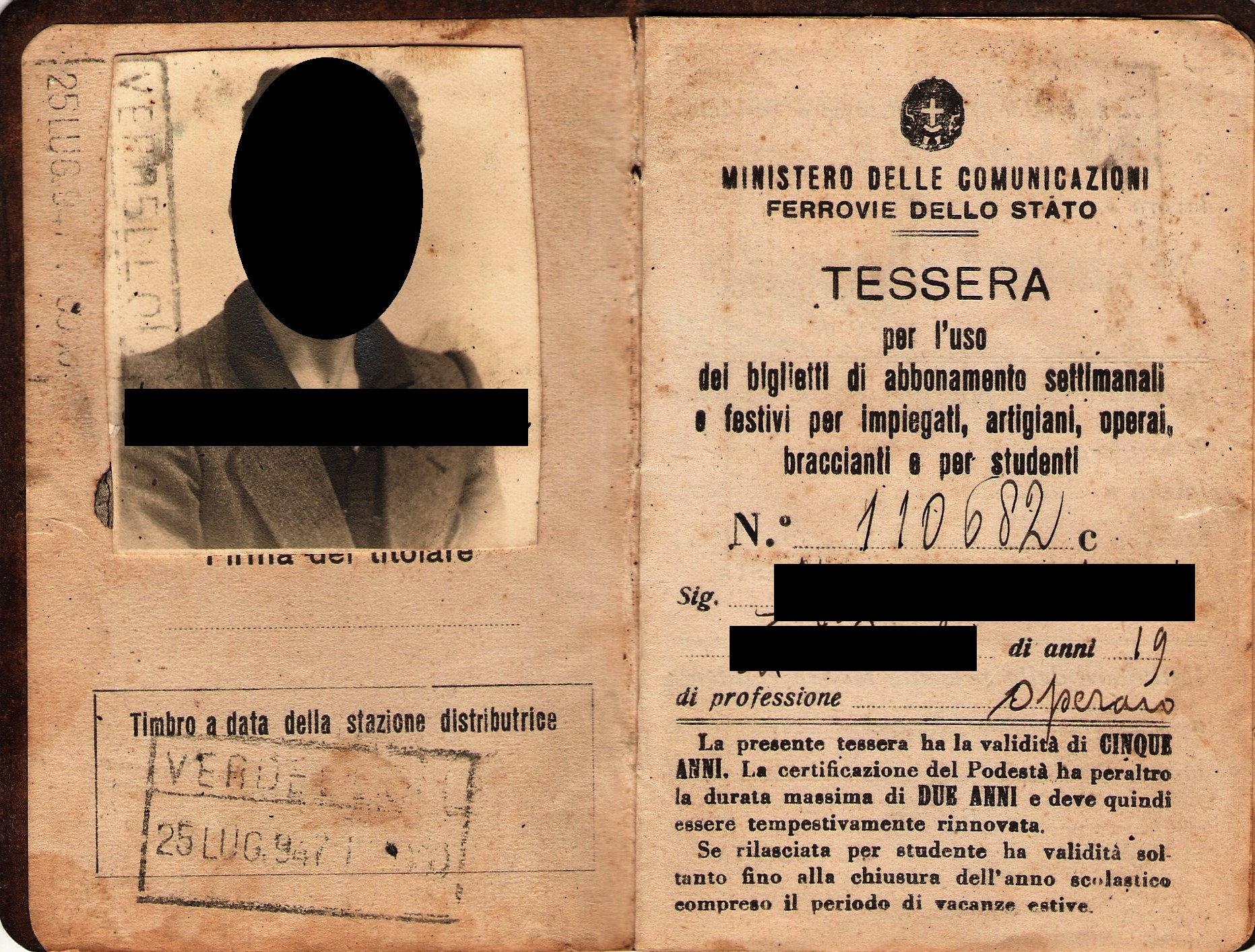
Abbonamento alle Ferrovie dello Stato risalente al 1947

## Esposizione
Il museo ospita oltre 100 testimonianze sulle Ferrovie in Sardegna: foto, modellini di treni, carte, libri, bici per rotaie, lampade della vecchia stazione, mobili per biglietteria e sale d'attesa della prima metà del Novecento, il modello della nave delle Ferrovie italiane Gennargentu, orologi ufficiali delle ferrovie, casseforti e un telegrafo funzionante della Compagnia Reale delle Ferrovie Sarde.
Particolarmente interessante è il salotto che fino al 1943 era ospitato nella carrozza reale del re d'Italia Vittorio Emanuele III di Savoia, usata durante la sua visita in Sardegna; il salotto è dotato di poltroncine ad altezza ridotta realizzate ad hoc per la statura del re.
Il museo dispone inoltre di una biblioteca ferroviaria, a disposizione dei visitatori negli orari di apertura.
Nell'atrio della stazione di Cagliari, che ospita il Museo, è inoltre esposta la locomotiva a vapore 744.003, appartenente al gruppo delle locomotive FS 744, che ha svolto per lungo tempo i collegamenti Cagliari-Olbia.